# NGC 923
NGC 923 ist eine Spiralgalaxie vom Hubble-Typ Sb im Sternbild Andromeda. Sie ist schätzungsweise 258 Millionen Lichtjahre von der Milchstraße entfernt und hat einen Durchmesser von etwa 60.000 Lj. 

Im selben Himmelsareal befinden sich u. a. die Galaxien NGC 911, NGC 912, NGC 913, NGC 914.
Das Objekt wurde am 30. Oktober 1878 von dem französischen Astronomen Édouard Stephan entdeckt.